# Lista över singelettor på Gaon Chart 2017
Detta är en lista över singelettor på Gaon Chart under år 2017. Gaon Chart är sammanställningen av försäljningen av musik i Sydkorea och drivs av Korea Music Content Industry Association (KMCIA). Digital Chart publiceras varje vecka och visar listan över de mest sålda singlarna i landet genom digital nedladdning och strömning. Digital Chart, som även inkluderar bakgrundsmusik, är en sammanställning av data försedd av landets största musikförsäljare och distributörer.

## Vecka

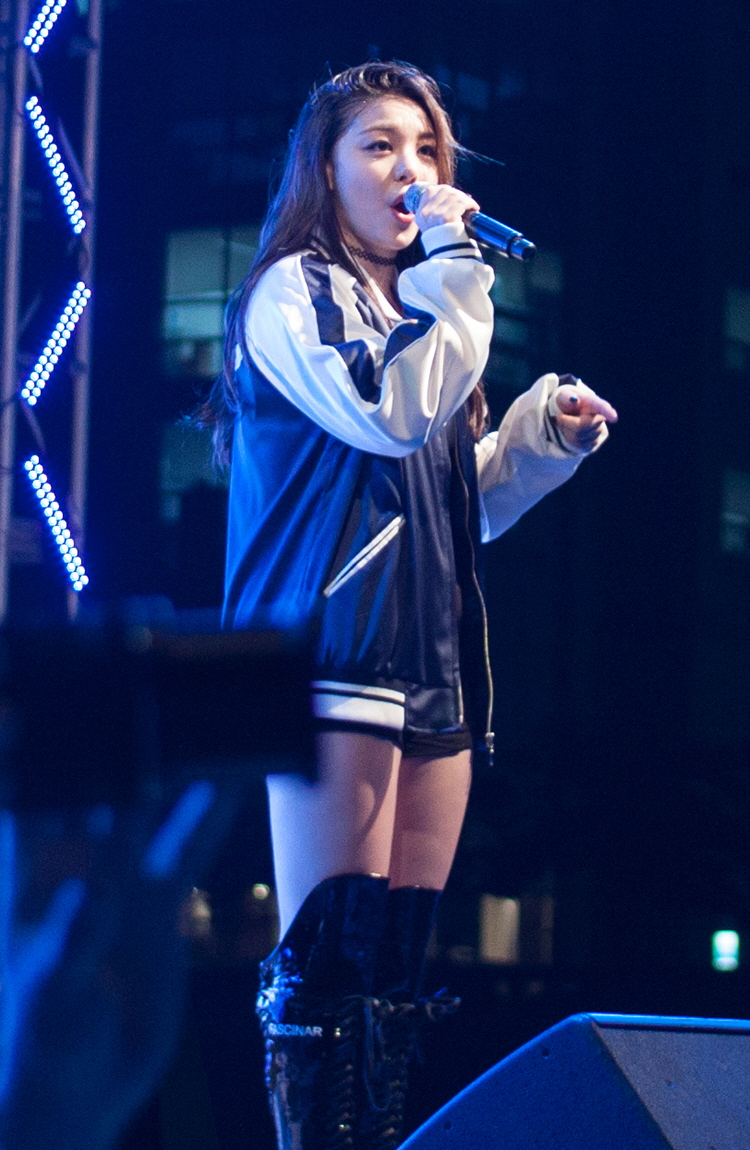
Ailee

| Datum  | Artist                              | Sångtitel                              |
| ------ | ----------------------------------- | -------------------------------------- |
| 7 jan  | Hwang Kwang-hee & Gaeko ft. Oh Hyuk | "Your Night"                           |
| 14 jan | Ailee                               | "I Will Go to You Like the First Snow" |
| 21 jan | Ailee                               | "I Will Go to You Like the First Snow" |
| 28 jan | Ailee                               | "I Will Go to You Like the First Snow" |
| 4 feb  | Zion.T                              | "The Song"                             |
| 11 feb | Block B                             | "Yesterday"                            |
| 18 feb | BTS                                 | "Spring Day"                           |
| 25 feb | Twice                               | "Knock Knock"                          |
| 4 mar  | Taeyeon                             | "Fine"                                 |
| 11 mar | Taeyeon                             | "Fine"                                 |
| 18 mar | Jung Key ft. Wheein                 | "Anymore"                              |
| 25 mar | Highlight                           | "Plz Don't Be Sad"                     |
| 1 apr  | IU                                  | "Through the Night"                    |
| 8 apr  | Winner                              | "Really Really"                        |
| 15 apr | IU & Oh Hyuk                        | "Can't Love You Anymore"               |
| 22 apr | IU ft. G-Dragon                     | "Palette"                              |
| 29 apr | IU ft. G-Dragon                     | "Palette"                              |
| 6 maj  | Sechs Kies                          | "Be Well"                              |

## Månad
| Månad | Artist       | Sångtitel                              |
| ----- | ------------ | -------------------------------------- |
| Jan   | Ailee        | "I Will Go to You Like the First Snow" |
| Feb   | Ailee        | "I Will Go to You Like the First Snow" |
| Mar   | Taeyeon      | "Fine"                                 |
| Apr   | IU & Oh Hyuk | "Can't Love You Anymore"               |